# Mourad Derridj
Mourad Derridj , né le 20 Avril 1950 à Tizi Ouzou  (Algérie) ,est un footballeur algérien, qui évoluait au poste d'attaquant,.

## Biographie
Mourad Derridj était un ailier droit redoutable de la JSK. Il a commencé à jouer en seniors à l'âge de 17 ans, c'était en 67/68.
Il a été meilleur buteur en 68/69 (N2) et il a accédé avec la JSK en N1.
En 1970, il était dans la voiture de Bentifour qui a fait l'accident à Draa Benkhedda.
Gravement blessé, il a vu son ascension stoppée. Guéri, il a repris en 1971/1972. Il a été à nouveau meilleur buteur du championnat en 1972/1973, année du premier sacre de la JSK. Il remporte avec la JSK la Supercoupe d'Algérie 1973.
Étudiant, en parallèle au football de haut niveau, il a fini par arrêter à 25 ans seulement.
Son ingéniorat en poche, il est allé travailler au sud, pour ne plus reprendre le football qu'il aimait tant.

## Palmarès
- Champion d'Algérie en 1973 avec la JS Kabylie
- Vainqueur de la Supercoupe d'Algérie en 1973 avec la JS Kabylie
- Champion d'Algérie de deuxième division en 1969 avec la JS Kabylie

### Distinctions personnelles
- Meilleur buteur du Championnat d'Algérie 1972-1973 (14 buts)
- Meilleur buteur du Championnat d'Algérie de deuxième division 1968-1969 (19 buts)